# Humaitá (futebolista)
Newton Lourenço Nascimento, mais conhecido como Humaitá (12 de abril de 1940), é um ex-futebolista brasileiro que atuava como atacante.

## Carreira
Jogou no FC Porto, entre 1959 e 1960, no qual fez 23 jogos e marcou 13 golos no total.